# Chesley Sullenberger

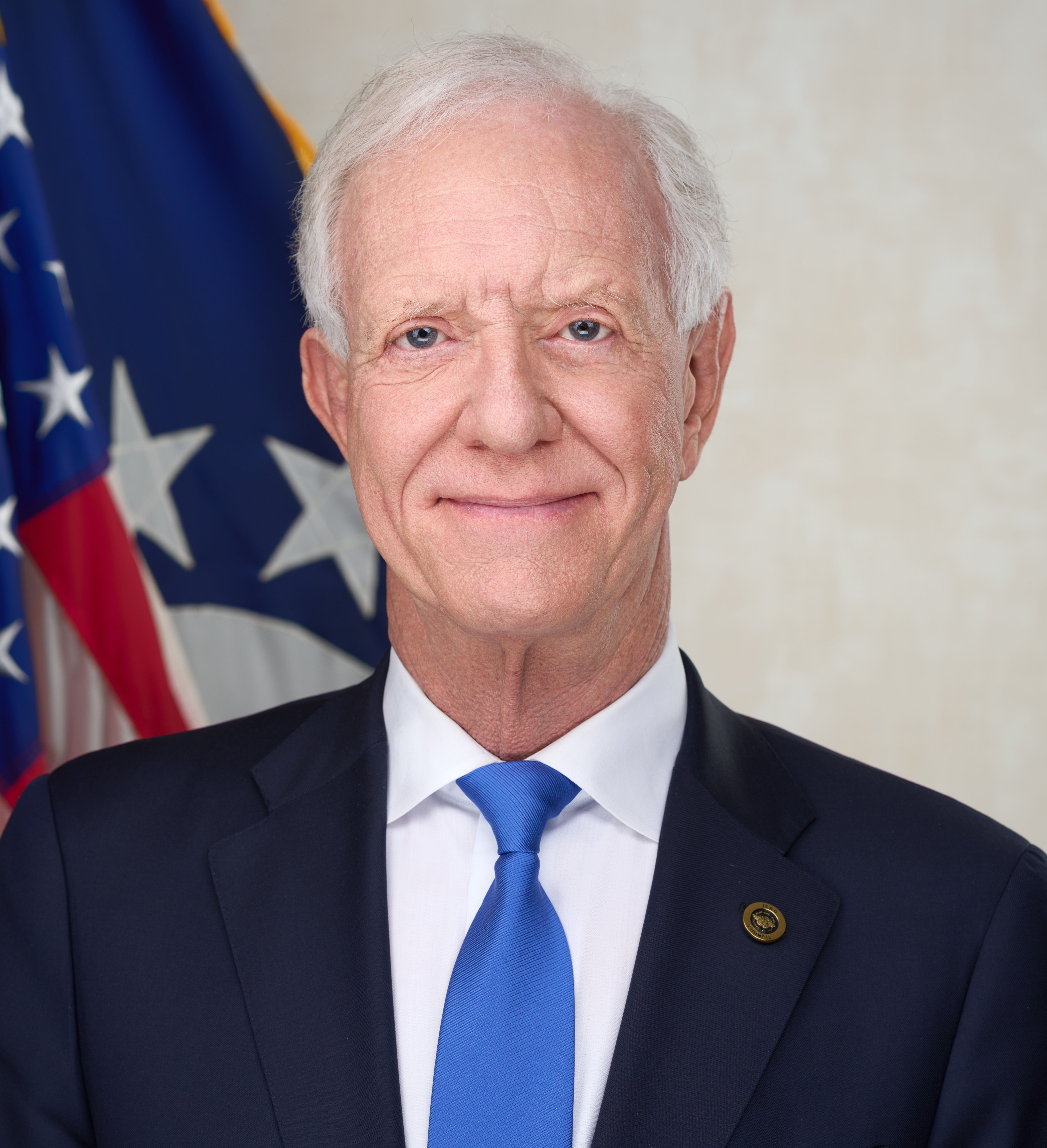
Chesley Sullenberger (2022)

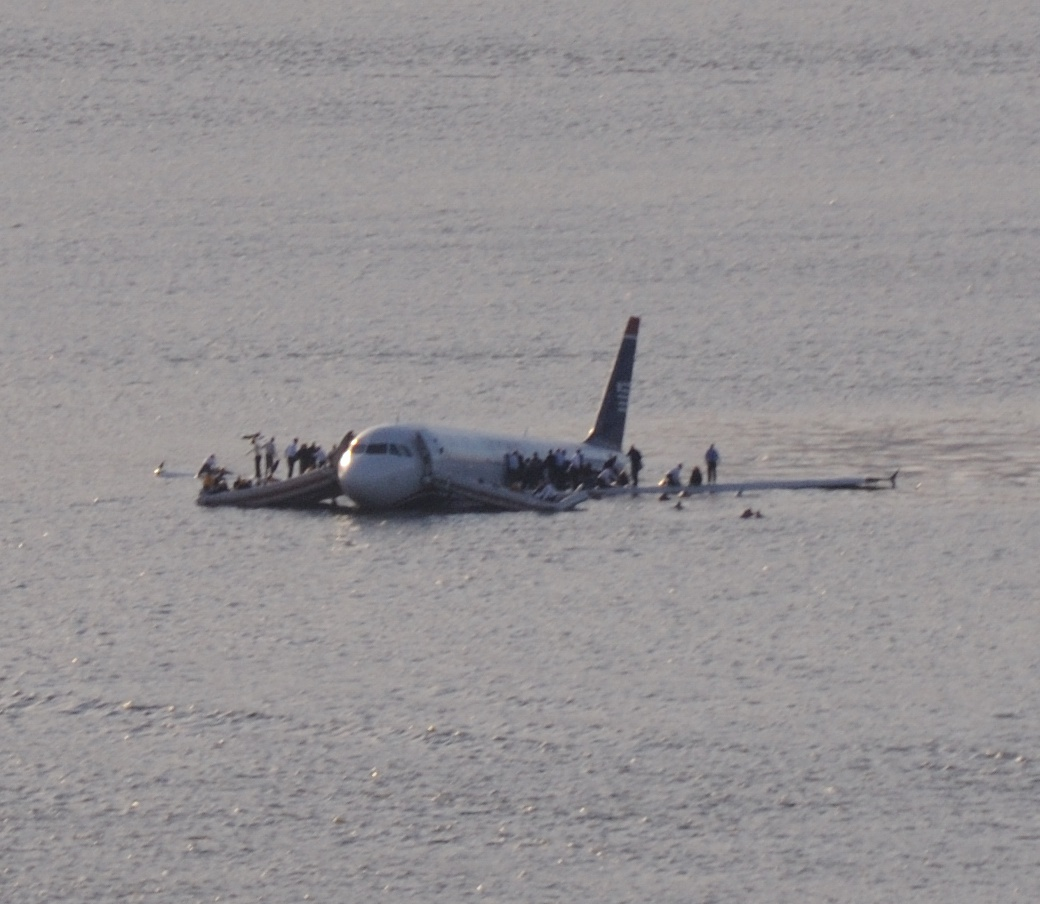
Airbus A320 (Flug 1549) nach Sullenbergers erfolgreicher Notwasserung im Hudson River

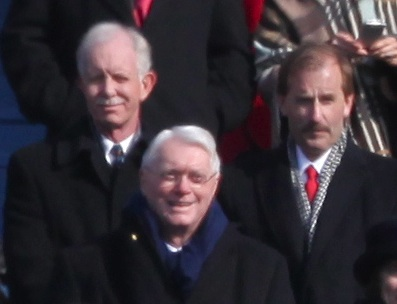
Sullenberger (links), Copilot Jeffrey B. Skiles (rechts) und Kentuckys Senator Jim Bunning bei der Amtseinführung von Barack Obama am 20. Januar 2009

Chesley Burnett „Sully“ Sullenberger III (* 23. Januar 1951 in Denison, Texas) ist ein US-amerikanischer Pilot mit über 20.000 Flugstunden Erfahrung. Er führte 2009 erfolgreich eine Notwasserung mit einem Airbus A320 auf US-Airways-Flug 1549 auf dem Hudson River durch.

## Leben
Sullenberger studierte an der U.S. Air Force Academy, der Purdue University und der University of Northern Colorado und war Kampfjetpilot (F-4 Phantom II) der U.S. Air Force, 1980 wurde er Verkehrsflieger. Zudem ist er ein aktiver Segelflieger. Er war Sicherheitsbeauftragter und Ausbilder der Pilotenvereinigung Alpa, Flugunfallsachverständiger bei der zuständigen Verkehrsbehörde NTSB, Mitglied des nationalen Technikkomitees und hat zahlreiche Unfallgutachten für die Luftwaffe und amerikanische Behörden erstellt. Er informierte die Alpa-Mitglieder über neue Erkenntnisse im Bereich der Flugsicherung und bereitete in Schulungen Hunderte von Besatzungsmitgliedern auf das Verhalten in Notfällen vor. Außerdem arbeitete er als Berater für Betriebssicherheit und war Gastdozent für Katastrophenmanagement an der University of California, Berkeley.
In der auch für Fluggesellschaften wirtschaftlich angespannten Zeit nach den Terroranschlägen vom 11. September 2001 wurde sein Gehalt um 40 % verringert, seine Pensionsansprüche gekündigt und durch seines Erachtens wertlose Versprechungen ersetzt. In einer Anhörung des Luftfahrt-Unterausschusses des Repräsentantenhauses beschrieb er dies im Februar 2009 auch als Folge der in den 1970er Jahren begonnenen Deregulierung. Kein Pilot wolle noch, dass seine Kinder diesen Beruf ergreifen. Erfahrene Crews seien eine Sache der Vergangenheit.
Sullenberger gilt als umsichtiger und mit über 20.000 Flugstunden als sehr erfahrener Pilot. Einer breiteren Öffentlichkeit wurde er bekannt, nachdem er am 15. Januar 2009 den US-Airways-Flug 1549 sicher auf dem Hudson notwasserte, also mitten im Gebiet des vielbefahrenen New Yorker Hafens. Alle 155 Personen an Bord überlebten die Notwasserung, nur einige trugen leichte Verletzungen durch Unterkühlung davon. Dies war auch weltweit die erste Wasserlandung mit einem Airbus A320. Durch die gelungene Rettung der Passagiere erhielt Sullenberger in den Medien das Attribut „Held vom Hudson“. Die Notwasserung gilt als fliegerische Meisterleistung, weil Sullenberger und seine Crew – unter ihnen der Copilot Jeffrey Skiles – in kürzester Zeit mehrere Entscheidungen zu treffen und eine höchst ungewöhnliche Landung zu meistern hatten, beide Aktionen außerhalb des üblichen und möglichen Pilotentrainings. Sullenberger gelang die erst dritte Wasserlandung eines Jets ohne Menschenverluste. Er verhielt sich auch nach der Notwasserung vorbildlich; seine Kabinencrew evakuierte alle Passagiere binnen weniger Minuten. Sullenberger selber ging zweimal durch das sinkende Flugzeug, um absolut sicherzustellen, dass sich kein Mensch mehr an Bord befand und er das Flugzeug als Letzter verlassen konnte.
Der Bürgermeister von New York, Michael Bloomberg, überreichte Sullenberger symbolisch einen goldenen Schlüssel zur City Hall von New York („key to the city“), eine mit einer Ehrenbürgerschaft vergleichbare Anerkennung. Der damalige US-Präsident George W. Bush und sein Nachfolger Barack Obama bedankten sich telefonisch für die fliegerische Leistung. Sullenberger wurde auch als Ehrengast zu Obamas Amtsantritt am 20. Januar 2009 nach Washington eingeladen.
Acht Monate nach dem Unfall, am 1. Oktober, nahm Sullenberger zum ersten Mal wieder im Cockpit eines A320 Platz. Er startete wieder in LaGuardia (New York), an seiner Seite saß, wie am 15. Januar, der Erste Offizier Jeffrey Skiles, und sein Fluglotse am Flughafen LaGuardia war ebenfalls wieder Patrick Harten. Gemeinsam habe man den damals begonnenen Flug zu einem guten Ende führen wollen, so Sullenberger. Am 13. Oktober 2009 veröffentlichte er sein Buch Highest Duty. My Search for What Really Matters (in Deutschland am 9. November 2009 erschienen unter dem Titel Man muss kein Held sein. Auf welche Werte es im Leben ankommt), in dem er seine Erlebnisse vom Hudson River schildert. Am 3. März 2010 ging Sullenberger in den Ruhestand. An seinem letzten Flug, den er ebenfalls zusammen mit Jeffrey Skiles als Co-Piloten bestritt, nahmen auch einige Passagiere der Hudson-Notwasserung teil. Ebenfalls 2010 erhielt Sullenberger die Offizierswürde der französischen Ehrenlegion.
Am 2. Dezember 2021 wurde er vom Senat der Vereinigten Staaten als Vertreter der Vereinigten Staaten in der International Civil Aviation Organization, im Range eines Botschafters, bestätigt.

## Arbeit als Sachverständiger im Anschluss an Flug US Airways 1549
Nach Ansicht von Sullenberger wäre das Flugunglück des Air-France-Fluges 447 (Airbus A330-203) im Juni 2009 mit einer Boeing, die klassische Steuerhörner verwendet, mit geringerer Wahrscheinlichkeit geschehen, da diese mechanisch gekoppelt sind und jede Steuereingabe des einen Piloten somit für den anderen Piloten klar erkennbar ist.
In der Folge zweier Abstürze der Boeing 737 MAX 8 wurde Sullenberger im Juni 2019 von amerikanischen Kongressmitgliedern gebeten, die Absturzverläufe zu interpretieren. Dabei äußerte er scharfe Kritik an der Federal Aviation Administration und an Boeing hinsichtlich der Verwendung und der Zulassung der Software, die als Ursache der Abstürze angenommen wird.

## Persönliches
Chesley Sullenberger hat Schweizer Wurzeln; seine Vorfahren waren 1737 aus Wynigen im Kanton Bern (Schweiz) in die (heutigen) USA ausgewandert.
1989 heiratete Sullenberger Lorraine („Lorrie“) Mary Henry, eine Mitarbeiterin seines damaligen Arbeitgebers Pacific Southwest Airlines. Das Paar hat zwei Adoptivtöchter. Nachdem sich sein unter Depressionen leidender Vater 1995 das Leben genommen hatte, engagierte sich Sullenberger aktiv für die Suizidprävention.

## Ehrungen und Verfilmung
2010 erhielt er den Heroism Award.
2016 widmete sich Regisseur Clint Eastwood im Film Sully den Ereignissen rund um die Hudson-Notwasserung, Sullenberger wird in der Hauptrolle von Tom Hanks gespielt.
Am 29. Mai 2018 wurde ein Asteroid nach Chesley Sullenberger benannt: (108496) Sullenberger.
Im September 2020 wird Sullenberger in Family Guy animiert (Staffel 19 Folge 12).